# 히로시마현 산업 장려관

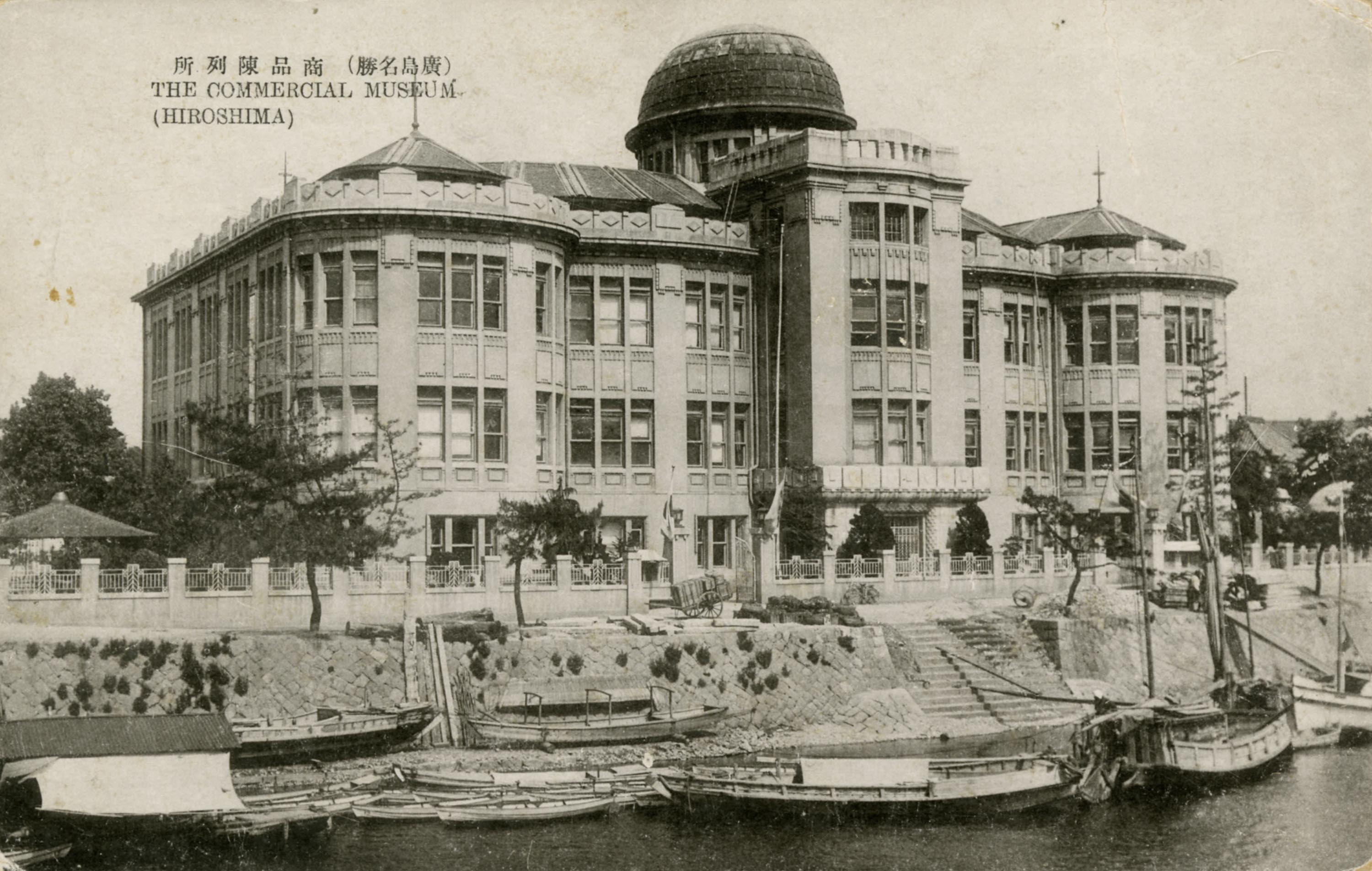
히로시마현 산업 장려관

히로시마현 산업 장려관(広島県産業奨励館)은 일본 히로시마현 히로시마시에 있던 컨벤션 센터이다.
1915년에 히로시마현 물산 진열관(広島県物産陳列館)으로 개장하였으며, 1921년에 히로시마현 상품 진열소(広島県商品陳列所)로 개칭, 1933년에 산업 장려관으로 개칭했다. 1945년 8월 6일 히로시마시에의 원자 폭탄 투하에 의해 파괴되었지만 현상 보존되어 현재는 원폭 돔이 되었다. 후속의 현 컨벤션 센터로서 1970년 히로시마 현립 히로시마 산업 회관이 개관하였다.